# Алферьево (Волоколамский район)
Алферьево — деревня в Волоколамском районе Московской области России. Входит в состав сельского поселения Кашинское. Население — 26 чел. (2010).

## География
Деревня Алферьево расположена на северо-западе Московской области, в северной части Волоколамского района, примерно в 5 км к северо-западу от города Волоколамска, на правом берегу реки Ламы, напротив устья реки Ятвинки (бассейн Иваньковского водохранилища). В деревне 2 улицы — Берёзовая и Полянка. Ближайшие населённые пункты — деревни Владычино и Путятино.

## Население
| 1852 | 1859 | 1926 | 2002 | 2006 | 2010 |
| ---- | ---- | ---- | ---- | ---- | ---- |
| 76   | ↗324 | ↗556 | ↘23  | ↘19  | ↗26  |

## История
Впервые упоминается в XVI веке как село Алферьево. Кому это село принадлежало — неизвестно. Однако, рядом находились владения Мижуевых, среди которых был Алферий Васильевич сын Мижуев.
В «Списке населённых мест» 1862 года Алферьево — владельческое сельцо 2-го стана Волоколамского уезда Московской губернии по левую сторону Старицко-Зубцовском тракте от города Волоколамска до села Ярополча, в 8 верстах от уездного города, при реке Ламе, с 36 дворами и 324 жителями (157 мужчин, 167 женщин).
По данным 1890 года деревня входила в состав Яропольской волости Волоколамского уезда, число душ мужского пола составляло 141 человек.
В 1913 году — 80 дворов и земское училище.
В материалах Всесоюзной переписи 1926 года указаны Т. Алферьево, Б. Алферьево и М. Алферьево Алферьевского сельсовета Яропольской волости Волоколамского уезда:
- Т. Алферьево — центр Алферьевского сельсовета, образованного в 1924 году[12], 224 жителя (97 мужчин, 127 женщин), 38 крестьянских хозяйств, школа;
- Б. Алферьево — деревня Алферьевского сельсовета, 232 жителя (103 мужчины, 129 женщин), 45 крестьянских хозяйств;
- М. Алферьево — деревня Алферьевского сельсовета, 100 жителей (45 мужчин, 55 женщин), 18 крестьянских хозяйств[13].

С 1929 года — населённый пункт в составе Волоколамского района Московского округа Московской области. Постановлением ЦИК и СНК от 23 июля 1930 года округа как административно-территориальные единицы были ликвидированы.
1929—1939 гг. — центр Алферьевского сельсовета Волоколамского района.
1939—1952 гг. — деревня Алферьевского сельсовета Волоколамского района (центр перенесён в деревню Владычино).
1952—1963 гг. — деревня Кашинского сельсовета Волоколамского района.
1963—1965 гг. — деревня Кашинского сельсовета Волоколамского укрупнённого сельского района.
1965—1994 гг. — деревня Кашинского сельсовета Волоколамского района.
В 1994 году Московской областной думой было утверждено положение о местном самоуправлении в Московской области, сельские советы как административно-территориальные единицы были преобразованы в сельские округа.
1994—2006 гг. — деревня Кашинского сельского округа Волоколамского района.
С 2006 года — деревня сельского поселения Кашинское Волоколамского муниципального района Московской области.